# 埃阔克 (阿拉斯加州)
埃阔克（英語：Ekwok），是美国阿拉斯加州的一座城市。该市的人口在2000年为130人，2010年有115人。人口在阿拉斯加州排行第123。